# Rhagonycha bicolor
Rhagonycha bicolor là một loài bọ cánh cứng trong họ Cantharidae. Loài này được Takahashi & Imasaka miêu tả khoa học năm 1997.